# Американские куропатки
Американские куропатки (Colinus) — род птиц семейства зубчатоклювых, или древесных, куропаток. 

## Классификация
Международный союз орнитологов относит к роду четыре вида:
- Виргинская американская куропатка (Colinus virginianus)
- Черногорлая американская куропатка (Colinus nigrogularis)
- Белогрудая американская куропатка (Colinus leucopogon)
- Хохлатая американская куропатка (Colinus cristatus)

## Галерея
- Хохлатая американская куропатка
- Черногорлая американская куропатка
- Белогрудая американская куропатка